# Gran Premio motociclistico d'Olanda 1970
Il Gran Premio motociclistico d'Olanda fu il quinto appuntamento del motomondiale 1970.
Si svolse sabato 27 giugno 1970 sul circuito di Assen alla presenza di oltre 150.000 spettatori, e corsero (per la seconda volta nella stagione) tutte le classi.
In 350 e 500 Giacomo Agostini e la MV Agusta ottennero l'abituale doppietta: solo Renzo Pasolini, con la Benelli 350 quattro cilindri, riuscì a tenergli testa (dopo un'iniziale sfuriata di Phil Read).
La gara della 250 vide la vittoria di Rodney Gould su Read e Jarno Saarinen (primo podio in carriera per il finlandese); ritirato Kel Carruthers.
In 125 Dieter Braun approfittò della caduta di Ángel Nieto per vincere il quarto GP stagionale davanti al campione in carica Dave Simmonds. Lo spagnolo si rifece nella gara della 50.
Nei sidecar seconda vittoria stagionale per Georg Auerbacher nonostante un testacoda a metà gara, con Klaus Enders ritirato per problemi di accensione.

## Classe 500
15 piloti al traguardo.

### Arrivati al traguardo
| Pos. | Pilota              | Moto      | Tempo        | Punti |
| ---- | ------------------- | --------- | ------------ | ----- |
| 1    | Giacomo Agostini    | MV Agusta | 1h 04' 34" 9 | 15    |
| 2    | Angelo Bergamonti   | Aermacchi | +1' 50" 3    | 12    |
| 3    | Alberto Pagani      | LinTo     | +2' 09" 1    | 10    |
| 4    | Ginger Molloy       | Kawasaki  | +2' 10" 3    | 8     |
| 5    | Paul Smart          | Seeley    | +2' 47" 2    | 6     |
| 6    | Rob Bron            | Suzuki    | +2' 47" 3    | 5     |
| 7    | Peter Williams      | Matchless | +2' 57" 4    | 4     |
| 8    | Ron Chandler        | Seeley    | +3' 02" 1    | 3     |
| 9    | Gyula Marsovszky    | Kawasaki  | +3' 22" 8    | 2     |
| 10   | Tommy Robb          | Seeley    | +1 giro      | 1     |
| 11   | Malcolm Uphill      | Suzuki    | +1 giro      |       |
| 12   | Dave Simmonds       | Kawasaki  | +1 giro      |       |
| 13   | Terry Dennehy       | Honda     | +1 giro      |       |
| 14   | Heinrich Rosenbusch | LinTo     | +1 giro      |       |
| 15   | Bob Heath           | BSA       | +2 giri      |       |

## Classe 350
12 piloti al traguardo.

### Arrivati al traguardo
| Pos | Pilota             | Moto      | Tempo        | Punti |
| --- | ------------------ | --------- | ------------ | ----- |
| 1   | Giacomo Agostini   | MV Agusta | 1h 03' 33" 8 | 15    |
| 2   | Renzo Pasolini     | Benelli   | +10"         | 12    |
| 3   | Phil Read          | Yamaha    | +1' 23" 6    | 10    |
| 4   | Kel Carruthers     | Yamaha    | +2' 49"      | 8     |
| 5   | Kent Andersson     | Yamaha    | +2' 56" 8    | 6     |
| 6   | Martti Pesonen     | Yamaha    | +3' 03" 4    | 5     |
| 7   | Karl Hoppe         | Yamaha    | +1 giro      | 4     |
| 8   | Cliff Carr         | Yamaha    | +1 giro      | 3     |
| 9   | Billie Nelson      | Yamaha    | +1 giro      | 2     |
| 10  | Jim Curry          | Honda     | +1 giro      | 1     |
| 11  | Hans-Dieter Görgen | Yamaha    | +1 giro      |       |
| 12  | Gerhard Heukerott  | Benelli   | +2 giri      |       |

## Classe 250
13 piloti al traguardo.

### Arrivati al traguardo
| Pos | Pilota           | Moto   | Tempo     | Punti |
| --- | ---------------- | ------ | --------- | ----- |
| 1   | Rodney Gould     | Yamaha | 56' 32" 9 | 15    |
| 2   | Phil Read        | Yamaha | +3"       | 12    |
| 3   | Jarno Saarinen   | Yamaha | +43" 5    | 10    |
| 4   | Dieter Braun     | MZ     | +48" 9    | 8     |
| 5   | Tony Rutter      | Yamaha | +1' 23" 4 | 6     |
| 6   | Cees van Dongen  | Yamaha | +1' 28" 6 | 5     |
| 7   | Börje Jansson    | Yamaha | +1' 38" 6 | 4     |
| 8   | Theo Bult        | Yamaha | +1' 42" 1 | 3     |
| 9   | Silvio Grassetti | Yamaha | +1' 42" 4 | 2     |
| 10  | Lothar John      | Yamaha | +1' 43" 2 | 1     |
| 11  | Mick Chatterton  | Yamaha | +1' 54" 3 |       |
| 12  | Cliff Carr       | Yamaha | +2' 24" 5 |       |
| 13  | Walter Sommer    | Yamaha |           |       |

## Classe 125
14 piloti al traguardo.

### Arrivati al traguardo
| Pos | Pilota            | Moto           | Tempo     | Punti |
| --- | ----------------- | -------------- | --------- | ----- |
| 1   | Dieter Braun      | Suzuki         | 49' 06" 6 | 15    |
| 2   | Dave Simmonds     | Kawasaki       | +1' 03" 5 | 12    |
| 3   | László Szabó      | MZ             | +1' 16" 9 | 10    |
| 4   | Aalt Toersen      | Suzuki         | +1' 36" 2 | 8     |
| 5   | Toni Gruber       | Maico          | +1' 36" 4 | 6     |
| 6   | Börje Jansson     | Maico          | +2' 16" 7 | 5     |
| 7   | Jan de Vries      | MZ             | +2' 51" 3 | 4     |
| 8   | Jerry Lancaster   | Drixton-Yamaha | +2' 51" 7 | 3     |
| 9   | Walter Scheimann  | Villa          | +3' 04" 2 | 2     |
| 10  | Aad Droog         | Yamaha         | +3' 37" 4 | 1     |
| 11  | Herbert Mann      | MZ             | +1 giro   |       |
| 12  | Siegfried Lohmann | MZ             | +1 giro   |       |
| 13  | Lothar John       | Yamaha         | +1 giro   |       |
| 14  | Ángel Nieto       | Derbi          | +1 giro   |       |

## Classe 50
17 piloti al traguardo.

### Arrivati al traguardo
| Pos | Pilota            | Moto        | Tempo     | Punti |
| --- | ----------------- | ----------- | --------- | ----- |
| 1   | Ángel Nieto       | Derbi       | 30' 23" 4 | 15    |
| 2   | Jan de Vries      | Kreidler    | +00" 3    | 12    |
| 3   | Salvador Cañellas | Derbi       | +00" 6    | 10    |
| 4   | Rudolf Kunz       | Kreidler    | +1' 09" 1 | 8     |
| 5   | Aalt Toersen      | Jamathi     | +1' 33"   | 6     |
| 6   | Gilberto Parlotti | Tomos       | +1' 43"   | 5     |
| 7   | Teunis Ramaker    | Kreidler    | +1' 59" 1 | 4     |
| 8   | Rob Bron          | Kreidler    | +2' 37" 8 | 3     |
| 9   | Ton Daleman       | Kreidler    | +2' 42" 3 | 2     |
| 10  | Jan Bruins        | Kreidler    | +2' 47" 2 | 1     |
| 11  | Harald Bartol     | Kreidler    | +3' 00" 9 |       |
| 12  | Ludwig Faßbender  | Kreidler    | +3' 08"   |       |
| 13  | Gerhard Thurow    | Kreidler    | +3' 14" 1 |       |
| 14  | Ruud Ijpelaar     | DRM-Zündapp | +3' 28" 7 |       |
| 15  | Francis Hollebecq | Kreidler    | +3' 30" 9 |       |
| 16  | Martin Mijwaart   | Jamathi     | +3' 42" 3 |       |
| 17  | Jan Zoombelt      | Sachs       | +1 giro   |       |

## Classe sidecar
Per le motocarrozzette si trattò della 119ª gara effettuata dall'istituzione della classe nel 1949; si sviluppò su 14 giri, per una percorrenza di 107,860 km.
Giro più veloce di Georg Auerbacher/Hermann Hahn (BMW) in 3' 28" 4 a 133,089 km/h.
10 equipaggi al traguardo.

### Arrivati al traguardo
| Pos | Pilota                | Passeggero      | Moto      | Tempo     | Punti |
| --- | --------------------- | --------------- | --------- | --------- | ----- |
| 1   | Georg Auerbacher      | Hermann Hahn    | BMW       | 49' 48" 6 | 15    |
| 2   | Horst Owesle          | Julius Kremer   | Münch-URS | +0" 8     | 12    |
| 3   | Siegfried Schauzu     | Horst Schneider | BMW       | +54" 1    | 10    |
| 4   | Arsenius Butscher     | Werner Metzger  | BMW       | +1' 14" 2 | 8     |
| 5   | Jean-Claude Castella  | Albert Castella | BMW       | +1' 19" 7 | 6     |
| 6   | Richard Wegener       | Adi Heinrichs   | BMW       | +1' 20" 9 | 5     |
| 7   | Heinz Luthringshauser | Klaas de Geus   | BMW       | +1' 55" 4 | 4     |
| 8   | Graham Milton         | John Thornton   | BMW       | +2' 07" 2 | 3     |
| 9   | Tony Wakefield        | John Flaxman    | BMW       | +3' 10" 4 | 2     |
| 10  | Egon Schons           | Karl Lauterbach | BMW       | +1 giro   | 1     |